# Laura de Vison
Laura de Vison, nascida Norberto Chucri David (Rio de Janeiro, 7 de setembro de 1939 — Rio de Janeiro, 8 de julho de 2007), foi uma professora, atriz e transformista brasileira.
Como atriz, por sua atuação em Os Bigodes da Aranha, em 1991, foi agraciada com a Medalha de Ouro no Festival du Court-Métrage de Bruxelles, Bélgica. Recebeu ainda o Candango de Ouro, em Brasília, e o Sol de Prata, no Fest Rio, na categoria de melhor ator em Mamãe Parabólica.

## Primeiros anos
Laura nasceu Norberto Chucri David no bairro carioca do Engenho de Dentro, filho de pais libaneses que comercializavam tecidos com a ajuda dos cinco filhos.

## Carreira
Considerada a musa do underground carioca, Laura fez muito sucesso nas décadas de 1970, 80 e 90 como transformista.  Seu nome artístico surgiu ainda na década de 60 quando desfilava de biquíni e casaco de pele no Carnaval carioca. O personagem em si surgiu em 1981, quando resolveu parar de estudar teatro tradicional. Laura concluíu que este tipo de encenação era muito parada e, então, teve a ideia de se vestir de mulher para provocar as pessoas.
Na década de 1970, foi presa por homofobia, segundo ela “simplesmente por ser gay”. Ficou dez dias em uma cela que lhe rendeu uma grande experiência de vida.
Até recentemente, Laura fazia shows na cena LGBT carioca e suas aparições eram sempre muito festejadas. Um de seus principais palcos foi o bar Boêmio, no Centro do Rio de Janeiro, onde atuava como stand-up comedian, narrando suas dificuldades, amores perdidos e maiores alegrias. Ali, era aplaudida por turistas, antropólogos, sociólogos, atores, cantores e personalidades internacionais, como o estilista Jean Paul Gaultier. Quando soube que Laura lecionava história e moral e cívica, Gaultier, pasmo, declarou à imprensa: "Interessante essa faceta dupla, isso não seria permitido pela moral francesa".
Após 18 anos, como professor no Colégio Cenecista Capitão Lemos Cunha, na Ilha do Governador, no Rio de Janeiro, perdeu o emprego porque respondeu às perguntas dos alunos sobre a transmissão sexual da AIDS e por admitir ser homossexual.
Muito profissional, em O fantasma da ópera chegou a comer o cérebro do fantasma: dois miolos crus, com quase 300 gramas. Laura de Vison geralmente era comparada a drag queen americana Divine, atriz preferida do diretor John Waters (Pink Flamingos, 1972) por suas performances bizarras e incomuns.

## Cronologia

### Cinema
| Ano  | Título                    | Papel                   | Ref.               |
| ---- | ------------------------- | ----------------------- | ------------------ |
| 2005 | Laura, Laura              | Ela mesma               | [ 6 ]              |
| 2004 | Cazuza - O Tempo Não Pára | Transformistas da boate | [ 7 ] [ 8 ]        |
| 2004 | Francamente...            |                         | [ 9 ]              |
| 2001 | Memórias Póstumas         |                         |                    |
| 1989 | Mamãe Parabólica          | Madame                  | [ 10 ] [ 5 ] [ 9 ] |
| 1987 | No Rio Vale Tudo          |                         |                    |
| 1986 | Na Calada da Noite        |                         | [ 8 ]              |
| 1985 | Brás Cubas                |                         | [ 8 ]              |
| 1985 | Noite                     |                         |                    |

### Televisão
| Ano  | Título               | Papel   | Ref.                         |
| ---- | -------------------- | ------- | ---------------------------- |
| 1999 | Você Decide          | Laura   | episódio: Ninguém é perfeito |
| 1994 | Incidente em Antares | Soprano | [ 7 ]                        |
| 1991 | Os Bigodes da Aranha |         |                              |
| 1991 | O Fantasma da Ópera  |         | (Minissérie)                 |

### Teatro
| Ano  | Título             | Gênero | Ref.         |
| ---- | ------------------ | ------ | ------------ |
| 2004 | Dei a Elza em Você | Cômico | [ 11 ] [ 7 ] |

## Vida pessoal

### Formação e profissão
Laura estudou na Faculdade Nacional de Filosofia e licenciou-se em filosofia, psicologia e história. Como Norberto, viveu profissionalmente como professora de História em escolas públicas e particulares do Rio de Janeiro. Como tal, usava paletó e gravata, diariamente, mas não era sempre convencional: certa vez, chegou a se travestir de Cleópatra para explicar a História do Egito.
A aposentadoria como professora veio em 1996.

### Falecimento
Faleceu no dia 9 de julho de 2007 em virtude de insuficiência cardiorrespiratória decorrente de complicações de uma cirurgia para tratamento de problemas de hérnia. O enterro aconteceu no dia posterior, às 14h, no cemitério de Inhaúma, no Rio de Janeiro. Seu último trabalho foi a peça teatral Dei a Elza em você, em 2006. No espetáculo, três drag-queens decadentes decidem montar um show com rapazes musculosos.
Antes de morrer, Laura estava pesando 150 quilos e morava em um dúplex no coração do bairro da Glória, onde mantinha sua coleção de quase cem vestidos, os quais iam do tradicional a trajes mais ousados, como babydolls e espartilhos, além de 40 perucas coloridas, 50 sapatos e botas, chapéus e muita pluma.